# Liga Nacional de Guatemala 1997-98
La Liga Nacional de Guatemala 1997/98 es el cuadragésimo sexto torneo de Liga de fútbol de Guatemala. El campeón del torneo fue el Comunicaciones, consiguiendo su décimo sexto título de liga.

## Equipos participantes
| Club                                   | Ciudad                    | Departamento   | Estadio                            | Capacidad |
| -------------------------------------- | ------------------------- | -------------- | ---------------------------------- | --------- |
| Aurora Fútbol Club                     | Ciudad de Guatemala       | Guatemala      | Estadio del Ejército               | 13.300    |
| Azucareros Cotzumalguapa               | Santa Lucía Cotzumalguapa | Escuintla      | Estadio Ricardo Muñoz Gálvez       | 10.000    |
| Club Social y Deportivo Comunicaciones | Ciudad de Guatemala       | Guatemala      | Estadio Cementos Progreso          | 17.000    |
| Club Social y Deportivo Municipal      | Ciudad de Guatemala       | Guatemala      | Estadio Mateo Flores               | 25.000    |
| Club Social y Deportivo Suchitepéquez  | Mazatenango               | Suchitepéquez  | Estadio Carlos Salazar Hijo        | 10.000    |
| Cobán Imperial                         | Cobán                     | Alta Verapaz   | Estadio José Ángel Rossi           | 15.000    |
| Deportivo Chimaltenango                | Chimaltenango             | Chimaltenango  | Estadio Municipal de Chimaltenango | 3.000     |
| Deportivo Escuintla                    | Escuintla                 | Escuintla      | Estadio Armando Barillas           | 10.000    |
| Deportivo Sacachispas                  | Chiquimula                | Chiquimula     | Estadio Las Victorias              | 9.000     |
| Deportivo Zacapa                       | Zacapa                    | Zacapa         | Estadio David Ordóñez Bardales     | 10.000    |
| Tally Juca                             | Puerto Barrios            | Izabal         | Estadio Roy Fearon                 | 10.000    |
| Xelajú Mario Camposeco                 | Quetzaltenango            | Quetzaltenango | Estadio Mario Camposeco            | 11.000    |

### Equipos por Departamento
| Departamento   | N.º | Equipos                           |
| -------------- | --- | --------------------------------- |
| Guatemala      | 3   | Aurora, Comunicaciones, Municipal |
| Escuintla      | 2   | Azucareros, Escuintla             |
| Alta Verapaz   | 1   | Cobán                             |
| Chimaltenango  | 1   | Chimaltenango                     |
| Chiquimula     | 1   | Sacachispas                       |
| Izabal         | 1   | Tally Juca                        |
| Quetzaltenango | 1   | Xelajú                            |
| Suchitepéquez  | 1   | Suchitepéquez                     |
| Zacapa         | 1   | Zacapa                            |

## Posiciones
|  | Pos. | Equipos        | PJ | PG | PE | PP | GF | GC | Dif. | PTS | Clasificación                          |
|  | ---- | -------------- | -- | -- | -- | -- | -- | -- | ---- | --- | -------------------------------------- |
|  | 1º   | Comunicaciones | 22 | 15 | 3  | 4  | 46 | 17 | +29  | 48  | Hexagonal final y final del campeonato |
|  | 2º   | Cobán Imperial | 22 | 11 | 7  | 4  | 35 | 23 | +12  | 40  | Hexagonal final                        |
|  | 3º   | Municipal      | 22 | 11 | 5  | 6  | 30 | 21 | +9   | 38  | Hexagonal final                        |
|  | 4º   | Xelajú MC      | 22 | 8  | 10 | 4  | 21 | 17 | +4   | 34  | Hexagonal final                        |
|  | 5º   | Aurora         | 22 | 8  | 9  | 5  | 28 | 22 | +6   | 33  | Hexagonal final                        |
|  | 6º   | Suchitepéquez  | 22 | 8  | 6  | 8  | 34 | 28 | +6   | 30  | Hexagonal final                        |
|  | 7º   | Escuintla      | 22 | 7  | 5  | 10 | 29 | 43 | -14  | 26  |                                        |
|  | 8º   | Sacachispas    | 22 | 6  | 7  | 9  | 21 | 24 | -3   | 25  |                                        |
|  | 9°   | Tally Juca     | 22 | 7  | 4  | 11 | 21 | 35 | -14  | 25  |                                        |
|  | 10º  | Azucareros     | 22 | 5  | 7  | 10 | 29 | 31 | -2   | 22  |                                        |
|  | 11°  | Zacapa         | 22 | 4  | 8  | 10 | 25 | 32 | -8   | 20  |                                        |
|  | 12°  | Chimaltenango  | 22 | 3  | 7  | 12 | 19 | 45 | -26  | 16  | Playoffs de descenso                   |
|  |      |                |    |    |    |    |    |    |      |     |                                        |

## Fase final

### Hexagonal final
|  | Pos. | Equipos        | PJ | PG | PE | PP | GF | GC | Dif. | PTS | Clasificación        |
|  | ---- | -------------- | -- | -- | -- | -- | -- | -- | ---- | --- | -------------------- |
|  | 1º   | Comunicaciones | 10 | 7  | 2  | 1  | 19 | 7  | +12  | 23  | Final del campeonato |
|  | 2º   | Aurora         | 10 | 5  | 4  | 1  | 13 | 9  | +4   | 19  |                      |
|  | 3º   | Cobán Imperial | 10 | 3  | 3  | 4  | 13 | 14 | -1   | 12  |                      |
|  | 4º   | Municipal      | 10 | 3  | 2  | 5  | 12 | 14 | -2   | 11  |                      |
|  | 5º   | Xelajú MC      | 10 | 3  | 2  | 5  | 10 | 13 | -3   | 11  |                      |
|  | 6º   | Suchitepéquez  | 10 | 2  | 1  | 7  | 12 | 22 | -10  | 7   |                      |
|  |      |                |    |    |    |    |    |    |      |     |                      |

## Campeón
| Campeón Temporada 1997-98 |
| Comunicaciones 16º Título |
| ------------------------- |

## Hexagonal por la permanencia
|  | Pos. | Equipos       | PJ | PG | PE | PP | GF | GC | Dif. | PTS | Clasificación        |
|  | ---- | ------------- | -- | -- | -- | -- | -- | -- | ---- | --- | -------------------- |
|  | 1º   | Tally Juca    | 10 | 5  | 4  | 1  | 17 | 9  | -8   | 17  |                      |
|  | 2º   | Zacapa        | 10 | 3  | 6  | 1  | 13 | 7  | +6   | 15  |                      |
|  | 3º   | Azucareros    | 10 | 4  | 3  | 3  | 16 | 14 | +2   | 15  |                      |
|  | 4º   | Sacachispas   | 10 | 3  | 4  | 3  | 11 | 15 | -4   | 13  |                      |
|  | 5º   | Escuintla     | 10 | 2  | 4  | 4  | 13 | 18 | -5   | 10  |                      |
|  | 6º   | Chimaltenango | 10 | 2  | 2  | 6  | 6  | 13 | -7   | 8   | Playoffs de descenso |
|  |      |               |    |    |    |    |    |    |      |     |                      |

     Descendido a Primera División
| Descenso - 1996-97         |
| -------------------------- |
| Chimaltenango              |
| Primera División B 1998-99 |

## Torneos internacionales
|  | Pos. | Equipos        | PJ | PG | PE | PP | GF | GC | Dif. | PTS | Clasificación                                 |
|  | ---- | -------------- | -- | -- | -- | -- | -- | -- | ---- | --- | --------------------------------------------- |
|  | 1º   | Comunicaciones | 10 | 7  | 2  | 1  | 19 | 7  | +12  | 23  |                                               |
|  | 2º   | Aurora         | 10 | 5  | 4  | 1  | 13 | 9  | +4   | 19  |                                               |
|  | 3º   | Cobán Imperial | 10 | 3  | 3  | 4  | 13 | 14 | -1   | 12  |                                               |
|  | 4º   | Municipal      | 10 | 3  | 2  | 5  | 12 | 14 | -2   | 11  | Recopa de la Concacaf 1998 - Ronda preliminar |
|  | 5º   | Xelajú MC      | 10 | 3  | 2  | 5  | 10 | 13 | -3   | 11  |                                               |
|  | 6º   | Suchitepéquez  | 10 | 2  | 1  | 7  | 12 | 22 | -10  | 7   | Recopa de la Concacaf 1998 - Ronda preliminar |
|  |      |                |    |    |    |    |    |    |      |     |                                               |